# Tommy Emmanuel
William Thomas "Tommy" Emmanuel (Muswellbrook, 31 de maio de 1955) é um guitarrista australiano, conhecido por seu estilo complexo de fingerpicking, e o uso de efeitos percussivos no violão. Foi nomeado duas vezes melhor guitarrista acústico pela enquete da revista Guitar Player.

## Estilo Musical
Segundo Tommy Emmanuel, desde criança ele era fascinado pelo estilo musical de Chet Atkins – algumas vezes chamado de Thumbpicking ou Travis picking – de tocar o baixo com o polegar da mão direita e as partes da melodia com os outros dedos. Esta técnica se tornou a base para o estilo de Tommy.
Apesar de nunca ter tido educação musical formal, sua habilidade ganhou muitos fãs no mundo inteiro. Ele é conhecido também por tocar partes percussivas no corpo do seu violão. Suas apresentações solo não seguem uma set-list, e ele é conhecido por completar gravações em um take.

## Associação com Chet Atkins
Quando jovem na Austrália, Tommy escreveu ao seu herói Chet Atkins em Nashville, nos EUA. Eventualmente, Atkins respondeu com palavras de encorajamento e um convite para visitá-lo.
Em 1997, Tommy e Chet gravaram como dueto o álbum The Day the Fingerpickers Took Over The World, que foi o último álbum que Chet Atkins gravou antes de morrer.
Chet Atkins, em julho de 1999, concedeu a Tommy o prêmio de Certified Guitar Player (C.G.P.), um título que Atkins concedeu também a outros guitarristas, incluindo ele mesmo. Tommy se apresenta em julho todo ano na Chet Atkins Appreciation Society, em Nashville.

## Discografia
- 1979 From Out of Nowhere (Trafalgar)
- 1987 Up from Down Under (Artful Balance)
- 1990 Dare to Be Different (Mega)
- 1991 Determination (Mega)
- 1993 The Journey (Columbia)
- 1994 Terra Firma with Phil Emmanuel (Columbia)
- 1995 Classical Gas (Columbia)
- 1996 Can't Get Enough (a.k.a. Midnight Drive) (Columbia)
- 1997 The Day Finger Pickers Took Over the World with Chet Atkins (Columbia)
- 1998 Collaboration (Sony)
- 2000 Only (Original Works)
- 2004 Endless Road (Favored Nations)
- 2005 Live One (Original Works)
- 2006 Happy Hour with Jim Nichols (Original Works)
- 2006 The Mystery (Favored Nations)
- 2008 Center Stage (Favored Nations)
- 2009 Just Between Frets with Frank Vignola (Solid Air)
- 2010 Little by Little (Sony)
- 2011 All I Want for Christmas[5] (Favored Nations)
- 2013 The Colonel and The Governor with Martin Taylor[6] (Mesa/Bluemoon)
- 2015 It's Never Too Late (CGP)
- 2015 Dov'è andata la musica with Dodi Battaglia
- 2016 Christmas Memories (CGP)
- 2017 Pickin' with David Grisman (Acoustic Disc)
- 2018 Accomplice One (CGP)
- 2019 Heart Songs with John Knowles (CGP)

## Prêmios e Indicações

### APRA Awards
| Ano  | Prêmio            | Categoria                    | Trabalho Indicado | Resultado |
| ---- | ----------------- | ---------------------------- | ----------------- | --------- |
| 1992 | APRA Music Awards | Jazz Composition of the Year | "Stevie's Blues"  | Venceu    |

### ARIA Awards
| Ano  | Prêmio            | Categoria                     | Trabalho Indicado           | Resultado |
| ---- | ----------------- | ----------------------------- | --------------------------- | --------- |
| 1989 | ARIA Music Awards | Best Cover Art                | "Up from Down Under"        | Indicado  |
| 1991 | ARIA Music Awards | Best Adult Contemporary Album | Dare to Be Different        | Indicado  |
| 1992 | ARIA Music Awards | Best Adult Contemporary Album | Determination               | Venceu    |
| 1992 | ARIA Music Awards | Best Male Artist              | Determination               | Indicado  |
| 1994 | ARIA Music Awards | Best Adult Contemporary Album | The Journey                 | Venceu    |
| 1995 | ARIA Music Awards | Best Adult Contemporary Album | Terra Firma                 | Indicado  |
| 1996 | ARIA Music Awards | Best Adult Contemporary Album | Classical Gas               | Indicado  |
| 1997 | ARIA Music Awards | Best Adult Contemporary Album | Can't Get Enough            | Indicado  |
| 2013 | ARIA Music Awards | Best Jazz Album               | The Colonial & The Governor | Indicado  |

### CMAA Awards
| Ano  | Prêmio      | Categoria                | Trabalho Indicado             | Resultado |
| ---- | ----------- | ------------------------ | ----------------------------- | --------- |
| 2005 | CMAA Awards | Instrumental of the Year | "Tall Fiddler"                | Venceu    |
| 2007 | CMAA Awards | Instrumental of the Year | "Gameshow Rag/Cannonball Rag" | Venceu    |

### Grammy Awards
| Ano  | Prêmio                    | Categoria                             | Trabalho Indicado             | Resultado |
| ---- | ------------------------- | ------------------------------------- | ----------------------------- | --------- |
| 1998 | 40th Annual Grammy Awards | Best Country Instrumental Performance | "Smokey Mountain Lullaby"     | Indicado  |
| 2006 | 49th Annual Grammy Awards | Best Country Instrumental Performance | "Gameshow Rag/Cannonball Rag" | Indicado  |